# Christian Günther (Künstler)

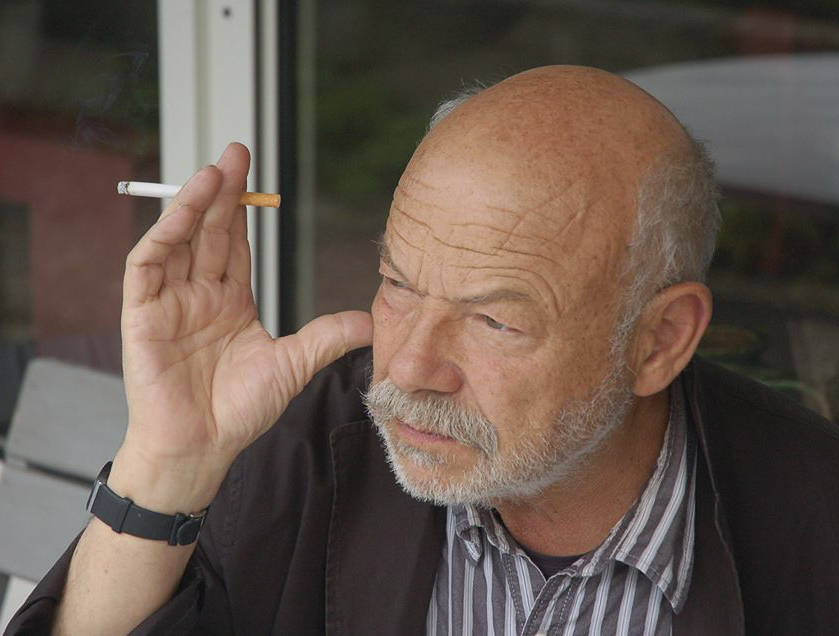
Christian Günther, 2013

Christian Günther (* 21. November 1941 in Berlin-Zehlendorf) ist ein deutscher Maler und Grafiker. Er arbeitet und lebt in Waldenbuch.

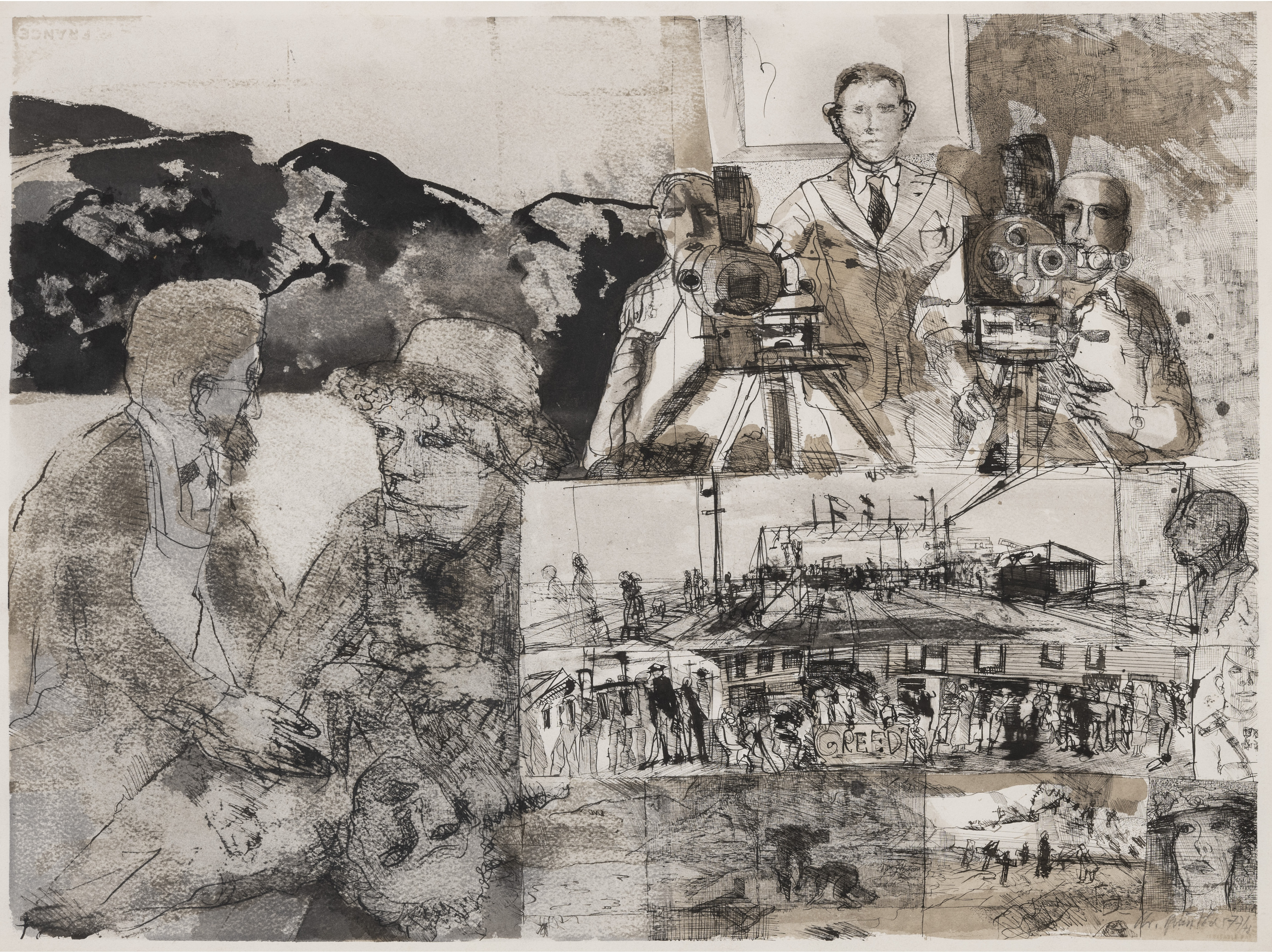
Christian Günther, Turning on Greed, 1977/78, Tusche laviert auf Arches Bütten, 56 × 76 cm

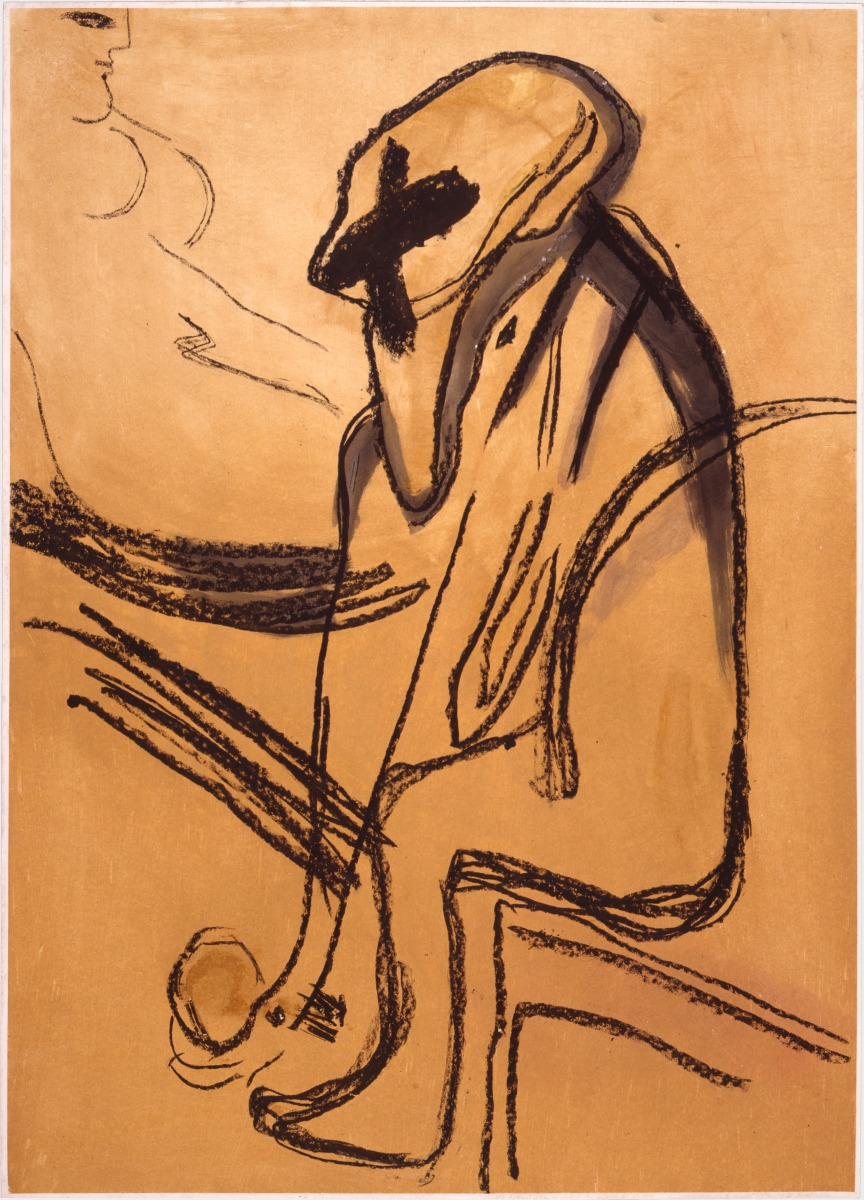
Christian Günther, Ohne Titel, 1992 Pigment, Fettkreide und Tusche auf Papier, 140 × 100 cm

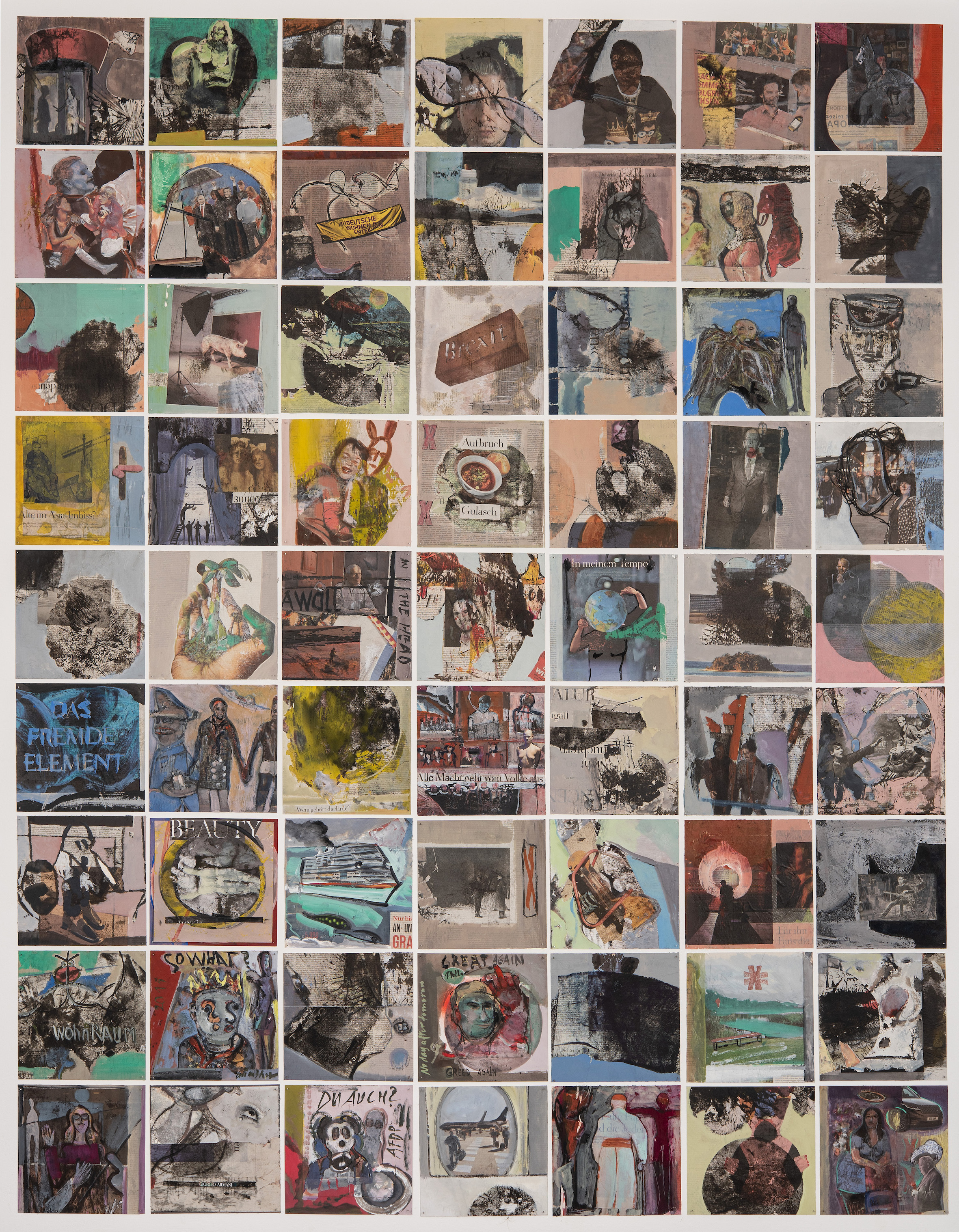
Christian Günther, New(s)Papers, 2019, Installation, Collagen übermalt, 260 × 202 cm

## Biografie

### Herkunft, Ausbildung
Christian Günther wurde am 21. November 1941 in Berlin-Zehlendorf geboren. Er ist der zweite Sohn des Ehepaars Bea Günther, geb. Lobert (1900–1983) und Hans Eberhard Günther (1903–1996), dem Begründer des 1946 gegründeten H. E. Günther Verlags. Nach dem Umzug nach Stuttgart besuchte Günther dort das Gymnasium in Korntal. Er wurde anschließend, ab 1959, als Buch- und Kunsthändler ausgebildet. In Stuttgart besuchte er zwischen 1960 und 1962 die Freie Kunstschule. Von 1962 bis 1967 studierte er Malerei und freie Grafik an der Staatliche Akademie der Bildenden Künste Stuttgart bei Hannes Neuner und Gunter Böhmer. Im Anschluss erhielt er ein Jahresstipendium für die Accademia di Belle Arti in Rom und studierte bei Luigi Montanarini. 1968 wurde er als freier Künstler tätig. Er nahm zwischen 1968 und 1970 weiter an der Filmklasse der Akademie der Bildenden Künste, Stuttgart, bei Harun Farocki und Hartmut Bitomsky teil.

### Schaffen
Für den Lebensunterhalt sorgten in den 1970er-Jahren restauratorische Aufträge wie der am Schloss Rastatt und am Schloss Favorite, gemeinsam mit seiner zweiten Frau, der Malerin Dorothee Ziegler. Im Juli 1974 nahm er wie auch seine Frau an der Ausstellung Schaufenster: die Kulturgeschichte eines Massenmediums am Württembergischen Kunstverein Stuttgart teil, kuratiert von Tilman Osterwold, u. a. mit Werken von Joseph Beuys, HA Schult und Nam June Paik. 1976 begegnete er an der Filmklasse der Akademie der Bildenden Künste, Stuttgart, bei Harun Farocki und Hartmut Bitomsky dem filmischen Werk Erich von Stroheims. Er begann seine Auseinandersetzung mit dem Thema der menschlichen Gier und arbeitet an seinem open-end Werkkomplex Greed, der inhaltlich und dem Titel nach auf von Strohheims Film „Greed“ verweist. Aus der Beschäftigung entstanden zahlreiche grafische Serien, Werkreihen, Künstlerbücher, Ausstellungen und ein Katalog. Zentraler Aspekt des Werkkomplexes neben einer Vielfalt grafischer Auseinandersetzungen sind Günthers technische Experimente, wie etwa die Beschäftigung mit Techniken der Enkaustik. 1979 wurde Günther Mitbegründer des Kunstraums Atelierhaus Filderstr 34 e. V.

### Weiteres Leben
Günther reist seit den 1970er-Jahren regelmäßig zur Pilion-Halbinsel bei Volos. Dort erwarben er und Dorothee Ziegler 1976 in der Nähe des Dorfes Argalasti ein Grundstück. Gemeinsam errichtete das Paar hier in vieljähriger Arbeit das Atelierhaus Paou. 2001 veräußerten sie dieses, um ein ehemaliges militärisches Verwaltungsgebäude bei Waldenbuch zu erwerben, wo das Atelierhaus artwalden entstand. Seit den 1990er-Jahren entstehen zahlreiche Kunst-am-Bau Projekte. Darunter Mosaike (Hotel Landgraf, Reutlingen) und Mobiles (Danneckerplätzle, Stuttgart, Universität Hohenheim).

## Ausstellungen (Auszug)
Einzelausstellungen
- Galerie Valentien, Stuttgart, 1975.
- Atelier Dani Brandstetter, Stuttgart, 1981.
- Galerie Below, Stuttgart, 1982.
- KunstRaum34, Stuttgart, 1988, 1991, 1995, 2003.

Gruppenausstellungen
- Galeria Via Nazionale, Rom, 1967.
- Schaufenster: die Kulturgeschichte eines Massenmediums, Württembergischer Kunstverein Stuttgart, 20. Juni – 28. Juli 1974.
- Begegnungen mit der Kunst: Dorothee Ziegler und Christian Günther, Galerie der Baden-Württembergischen Bank Stuttgart, 3. März – 11. April 1980.
- Christian Günther and Dorothee Ziegler: Paintings, June Kelly Gallery, New York, 16. April – 12. Mai 1992.
- Ziegler & Günther, Galerie ABTART, Stuttgart, 18. Januar – 28. Februar 2013.[9]